# Dendrolagus lumholtzi
Dendrolagus lumholtzi es una especie de marsupial diprotodonto de la familia de los Macropodidae. Es un canguro arborícola que vive en los bosques lluviosos de la Meseta Atherton, en Queensland, Australia. Se encuentra clasificado como "casi amenazada" por la UICN,, aunque las autoridades locales lo clasifican como "rara". Fue nombrado en honor del explorador noruego Carl Sofus Lumholtz (1851-1922).
Es la especie de menor tamaño de los llamados canguros arborícolas, con un peso promedio de 7,2 kg para los machos y 5,9 kg para las hembras. Su cuerpo mide entre 480 y 650 mm, y su cola 600-740 mm. Sus extremidades son cortas y fuertes, y están cubiertas de un pelaje gris, mientras que su hocico, pies y la punta de su cola son negras.

## Hábitat
Es un animal mayormente solitario y nocturno, que vive en el noreste de Australia, desde 800 m s. n. m., pasando casi toda su vida en la cúpula de los bosques. Está especialmente adaptado a la vida arbórea, pudiendo saltar 3-6 metros entre ramas, usando su cola como timón. Se sabe que cuando están asustados son capaces de dejarse caer 15-18 metros hasta el suelo sin resultar heridos, en vez de intentar huir por las ramas. Se alimenta principalmente de fruta y hojas.

## Comportamiento social
La especie vive en grupos pequeños de tres a cinco individuos, consistentes de machos y hembras. Cada canguro posee un territorio exclusivo, que defenderá contra otros individuos del mismo sexo (con la posible excepción de machos y su prole masculina). Así, un macho cuidará su territorio propio, y visitará los de las hembras de su grupo. Los apareamientos toman lugar en encuentros de unos 20 minutos, y son bastante agresivos.